# شين مين
شين مين (بالصينية: 新民市) هي مدينة على مستوى مقاطعة، في الصين، تقع في شنيانغ، وشنيانغ، بلغ عدد سكانها 680,000 نسمة وذلك حسب إحصائيات سنة 2010، تبلغ مساحتها 3,315 كيلومتر مربع، رمزها البريدي هو 110300.

## التقسيمات الإدارية
- Xinliu  [لغات أخرى]‏
- Xinnongcun  [لغات أخرى]‏.